# Roland Hattenberger
Roland Hattenberger (Jenbach, 7 dicembre 1948) è un ex calciatore austriaco, di ruolo centrocampista.

## Carriera

### Club
Cresciuto nelle giovanili del SK Jenbach e del SK Kufstein, nel 1971 arrivò al SSW Innsbruck. Con questa squadra vinse per due volte il campionato austriaco e una Coppa d'Austria.
Nel 1974 si trasferì in Germania, prima al Fortuna Colonia e poi allo Stoccarda.
Nel 1981 tornò ad Innsbruck, dove terminò la carriera.

### Nazionale
Giocò per dieci anni con la Nazionale austriaca: esordì nel giugno 1972 contro la Svezia e partecipò ai Mondiali del 1978 e del 1982. 
Giocò il suo ultimo incontro proprio in quest'ultima competizione, nella partita contro la Francia. In totale ha collezionato 51 presenze e ha segnato 3 reti.

## Palmarès
- Coppa d'Austria: 1

1973
- Campionato di calcio austriaco: 2

1972, 1973